# Poecilocloeus amazonicus
Poecilocloeus amazonicus är en insektsart som beskrevs av Christiane Amédégnato och Poulain 1987. Poecilocloeus amazonicus ingår i släktet Poecilocloeus och familjen gräshoppor. Inga underarter finns listade i Catalogue of Life.